# ماري أميرة أورليان (1865-1909)
الأميرة ماري دي اورليان (بالفرنسية: Marie d'Orléans)‏ (13 يناير 1865 - 4 ديسمبر 1909 ;إسمها الكامل:ماري فرانسواز أميلي هيلين) كانت أميرة فرنسية المولد وأصبحت أميرة دنماركية عن طريق الزواج من فالديمار أمير الدنمارك.